# Sulfonska kiselina
Sulfonska kiselina je naziv za članove klase organosumpornih jedinjenja sa opštom formulom , gde je R organska alkil ili aril grupa, a  grupa je sulfonil hidroksid. Sulfonska kiselina se može smatrati sumpornom kiselinom sa jednom hidroksilnom grupom zamenjenom organskim supstituentom. Početno jedinjenje u kome je organski supstituent zamenjen vodonikom je hipotetična sumporasta kiselina. Soli ili estri sulfonskih kiselina se nazivaju sulfonatima.

## Priprema
Sulfonska kiseline se proizvodi procesom sulfonacije. Obično je sulfonirajuči agens sumpor trioksid. Ovaj metod se u velikim razmerama koristi za produkciju alkilbenzensulfonskih kiselina:
U ovoj reakciji, sumpor trioksid je elektrofil a aren podleže elektrofilnoj aromatičnoj supstituciji.
Tioli se mogu oksidovati do sulfonskih kiselina:
Pojedine sulfonske kiseline, kao što je perfluorooktansulfonska kiselina se pripremaju elektrofilnom fluorinacijom priformiranih sulfonskih kiselina. Neto konverzija se može pojednostavljeno prikazati reakcijom:

## Literatura
- Titus, J. A.; Haugland, R.; Sharrow, S. O.; Segal, D. M. (1982). „Texas Red, a hydrophilic, red-emitting fluorophore for use with fluorescein in dual parameter flow microfluorometric and fluorescence microscopic studies”. Journal of Immunological Methods. 50 (2): 193—204. PMID 6806389. doi:10.1016/0022-1759(82)90225-3.}-
- Lefevre, Charles; Kang, Hee Chol; Haugland, Rosaria P.; Malekzadeh, Nabi; Arttamangkul, Seksiri; Haugland, Richard P. (1996). „Texas Red-X and Rhodamine Red-X, New Derivatives of Sulforhodamine 101 and Lissamine Rhodamine B with Improved Labeling and Fluorescence Properties”. Bioconjugate Chemistry. 7 (4): 482—489. PMID 8853462. doi:10.1021/bc960034p. }-